# Pierre Bonhomme (Priester)

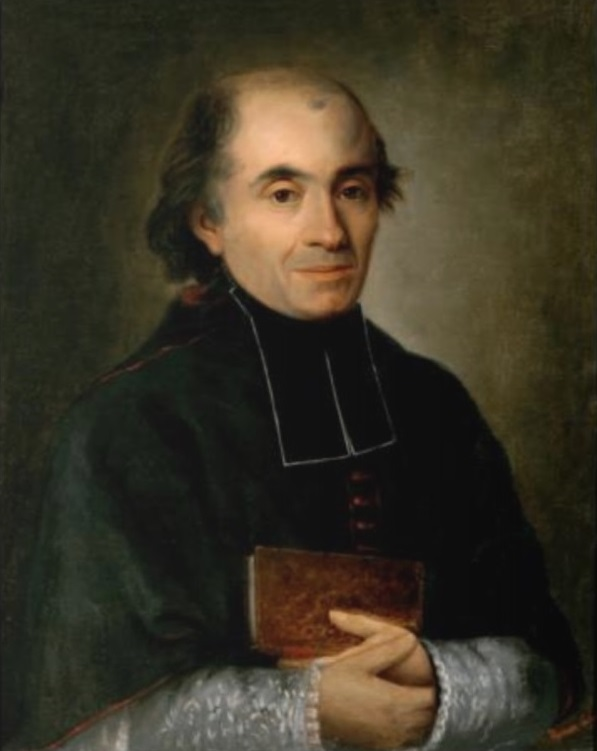
Pierre Bonhomme, zeitgenössisches Porträt

Pierre Bonhomme (* 4. Juli 1803 in Gramat; † 9. September 1861 ebenda) war ein französischer römisch-katholischer Geistlicher, Pädagoge und Ordensgründer. Er steht am Anfang der Kongregation Sœurs de Notre-Dame du Calvaire (Schwestern Unserer Lieben Frau vom Kalvarienberg). 2003 wurde er seliggesprochen.

## Leben

### Ausbildung zum Priester
Pierre Bonhomme wurde 1803 als Sohn eines Messerschmieds in Gramat im Quercy (unweit des berühmten Wallfahrtsortes Rocamadour) geboren. Er besuchte katholische Schulen in Reilhac und Montfaucon sowie ab 1822 das Collège Royal (heute: Lycée Gambetta) in Cahors. Er war der Typ des sympathischen Musterschülers. 1824 bestand er das Abitur (Baccalauréat) und wechselte in das von den Lazaristen geführte Priesterseminar in Cahors. 1827 wurde er zum Priester geweiht.

### Der Pädagoge
Mit Unterstützung von Bischof Paul Louis Joseph D’Hautpoul (1828–1842), der Armeegeistlicher der Armee der Emigranten gewesen und ein Mann des Ancien Régime geblieben war, eröffnete er in Gramat eine katholische Schule, die, anfänglich erfolgreich, durch die Julirevolution von 1830 in Schwierigkeiten geriet, da Bonhomme, wie sein Bischof, monarchistisch und anti-republikanisch dachte, doch gelang ihm die Rettung der Schule und sogar 1831 eine zweite Schulgründung in Prayssac.

### Der Ordensgründer
1832 gründete Bonhomme in Gramat die Mädchengemeinschaft der Marienkinder (Enfants de Marie), deren Mitglieder sich eine strenge Lebensregel auferlegten und sich als katholische Elite fühlten. Als er im gleichen Jahr zum Pfarrer einer der beiden Kirchen von Gramat ernannt wurde und den Bau eines Krankenhauses betreiben wollte, scheiterte er zwar mit diesem Projekt, hatte aber die Genugtuung, daraus ein anderes seiner Projekte erwachsen zu sehen, die Gründung eines Frauenordens. 1833 versammelte er die für das Krankenhaus vorgesehenen Marienkinder, allen voran Hortense Pradel (späterer Ordensname: Thérèse), ferner Cora Rousset (Marie), Adèle Pradel (Vincent) und Mathilde Rousset (Marie de la Croix), zur Gründung eines neuen Ordens (der Schwestern Unserer Lieben Frau vom Kalvarienberg) im Dienste mittelloser Kranker wie zur christlichen Erziehung der Mädchen. Nach einer Lehrzeit in verschiedenen Klöstern von Cahors billigte Bischof D’Hautpoul im Februar 1834 die von Bonhomme entworfenen Statuten. Die Schwestern konnten sich in Gramat niederlassen, wo sie am 15. Oktober 1835 eingekleidet wurden. Bonhomme begann sogleich mit dem Bau eines Klosters für die inzwischen auf elf Schwestern angewachsene Gemeinschaft.

### Umorientierung
1836 begleitete er zwei Schwestern nach Paris zur Ausbildung bei den Schwestern der 1821 von Jean-Baptiste Rauzan (1757–1847) gegründeten Kongregation der Heiligen Klothilde (Soeurs de Sainte-Clothilde) und blieb dort zwei Monate. Dann zog er sich zu Exerzitien in die Trappistenabtei La Trappe zurück. Dort überfiel ihn die Sehnsucht nach dem Klosterleben als Unbeschuhter Karmelit, aber auch nach dem Apostolat als Prediger der Inneren Mission. Er zog sich aus der Schulleitung zurück, dankte 1837 auf seiner Pfarrstelle ab und konzentrierte sich (nachdem eine Romreise zum Eintritt bei den Karmeliten gescheitert war) auf die beiden Haupttätigkeiten Kongregationsleitung und Missionieren des Quercy.

### Entwicklung der Kongregation zu Lebzeiten Bonhommes
Mit Marie-Hélène de Josselin (1810–1890) als Oberin sollte sich das Kloster erfolgreich entwickeln. Frühzeitig kam es zu weiteren Gründungen, zu Lebzeiten des Gründers insgesamt 42, und zwar in Gramat und Umkreis (12), im Umkreis Cahors (7), im Umkreis Montauban (5), längs der Dordogne (5) und in Paris und Umkreis (6).

### Der Missionsprediger
In Nachahmung seines Vorbilds Jacques Bridaine (1701–1767) predigte Bonhomme von 1837 bis 1847 60 mehrwöchige Missionen, mit denen er beim Volk großen Erfolg hatte, weil er ein begnadeter Prediger war und seine Zuhörer im heimatlichen Dialekt ansprach. Dabei verausgabte er sich so sehr, dass er schließlich die Stimme verlor und mit 45 Jahren verstummte.

### Betreuung der Taubstummen
Ab 1852 machte sich Bonhomme an ein weiteres Projekt, die besondere Hinwendung seiner Kongregation zu den Taubstummen nach dem Vorbild von Gabriel Deshayes (1767–1841). Er ließ Schwestern ausbilden und eröffnete mehrere Häuser für taubstumme Mädchen, daneben auch für anderweitig Behinderte.

### Letzte Jahre und Tod
Ab 1859 schwanden Bonhomme die Kräfte. 1860 gelang ihm noch der Druck der Ordensregel. Aber zum körperlichen Verfall kamen die Zwistigkeiten mit Bischof Jean-Jacques-David Bardou (1842–1863) hinzu, der politisch völlig anders dachte als Bonhomme und D’Hautpoul. Nachdem er noch zu Fuß die 10 km von Rocamadour nach Gramat zurückgelegt hatte, erlag er im September 1861 einem Schlaganfall.

### Entwicklung der Kongregation nach Bonhommes Tod
Die Schwestern Unserer Lieben Frau vom Kalvarienberg griffen 1906 nach Brasilien aus, 1907 nach Argentinien, 1959 in die Elfenbeinküste, 1990 nach Guinea, 1999 auf die Philippinen, 2007 nach Burkina Faso und 2009 nach Vietnam.

### Seligsprechung
1987 wurde Bonhomme als Ehrwürdiger Diener Gottes anerkannt und am 23. März 2003 in Rom von Papst Johannes Paul II. seliggesprochen. Anwesend war Bischof Maurice Gaidon von Cahors.

### Gründungen zu Lebzeiten Bonhommes (chronologisch)
- Gramat 1835
- Fons 1838–1840
- Limogne-en-Quercy 1839
- Rocamadour 1839
- Gramat (Externat) 1842
- Luzech 1842
- Leyme 1844
- Lafrançaise 1845
- Gramat (Miserie) 1845
- Le Vigan 1845
- Prayssac 1847
- Salviac 1849
- Martel 1849
- Meyronne 1851
- La Savalerie in Breuillet (Essonne) 1821
- Réalville 1852
- Mayrinhac 1854
- Thégra 1855
- Issendolus 1855
- Bretenoux 1856
- Anglars-Juillac 1856
- Bétaille 1856
- Alvignac 1856
- Paris, Rue des Postes 1856
- Duravel 1856
- Paris, Vaugirard 1856
- Laparade 1857
- Cazes-Mondenard 1857
- Ozouer-le-Voulgis 1858
- Carlucet 1858
- Saint-Maurice-en-Quercy 1858
- Vazerac 1858
- Toulouse 1858
- Montricoux 1858
- Saint-Géry (Lot) 1859
- Gretz 1859
- Soturac 1859
- Bezons 1860
- Ayen 1860
- Gorses 1860
- Roissy-en-Brie 1860
- Puybrun 1860
- Uzech 1861